# Specie di Deinopidae
Di seguito sono descritte tutte le 60 specie della famiglia di ragni Deinopidae note al dicembre 2012.

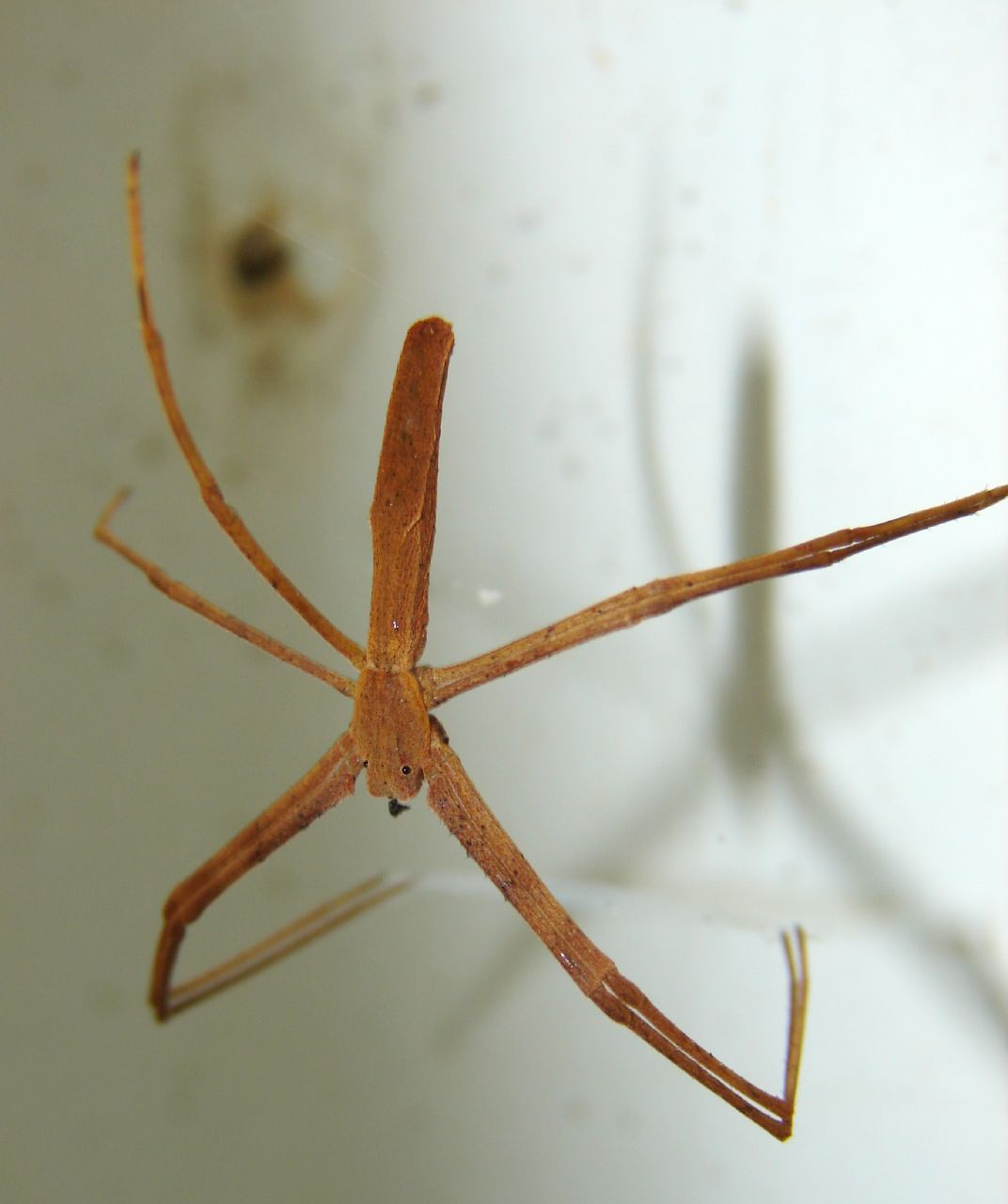
Deinopis subrufa, femmina

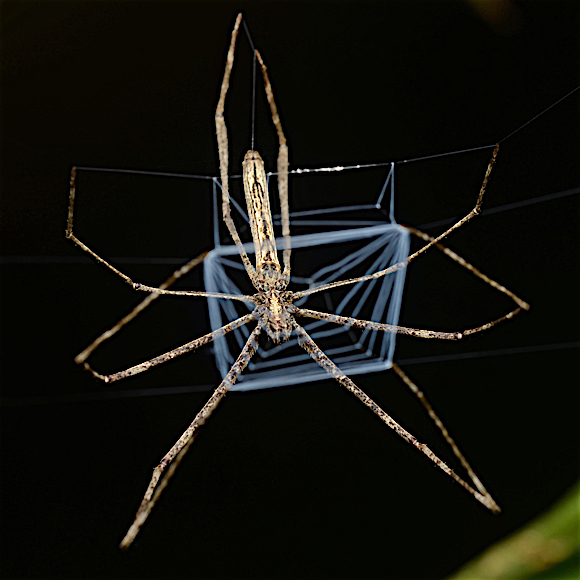
Deinopis sp. prepara la tela

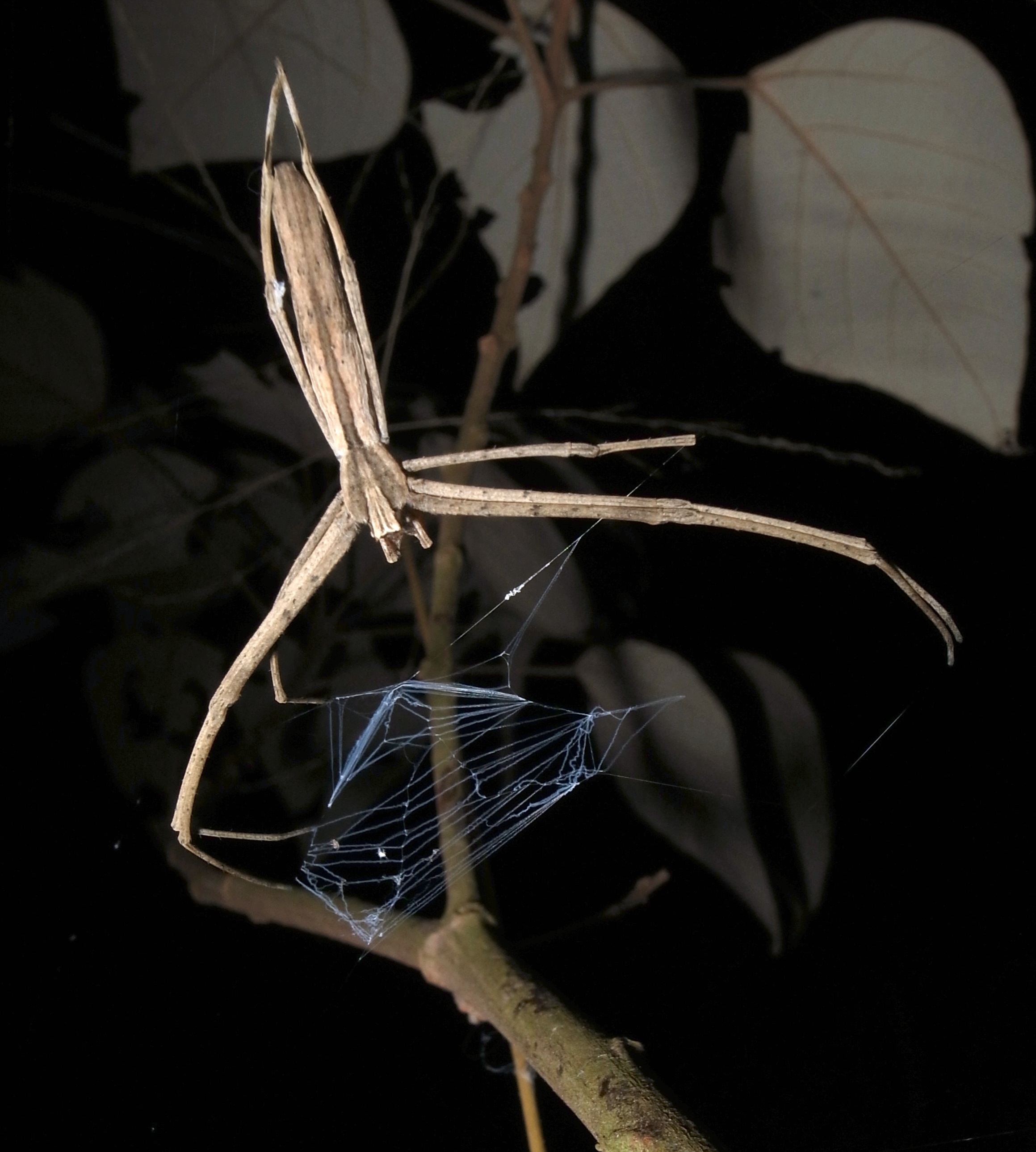
Deinopis sp.

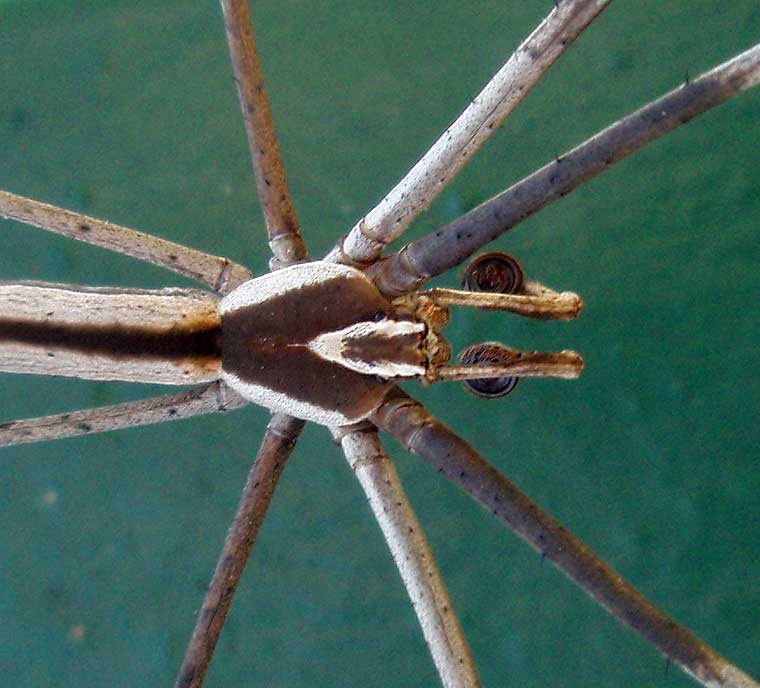
Deinopis subrufa

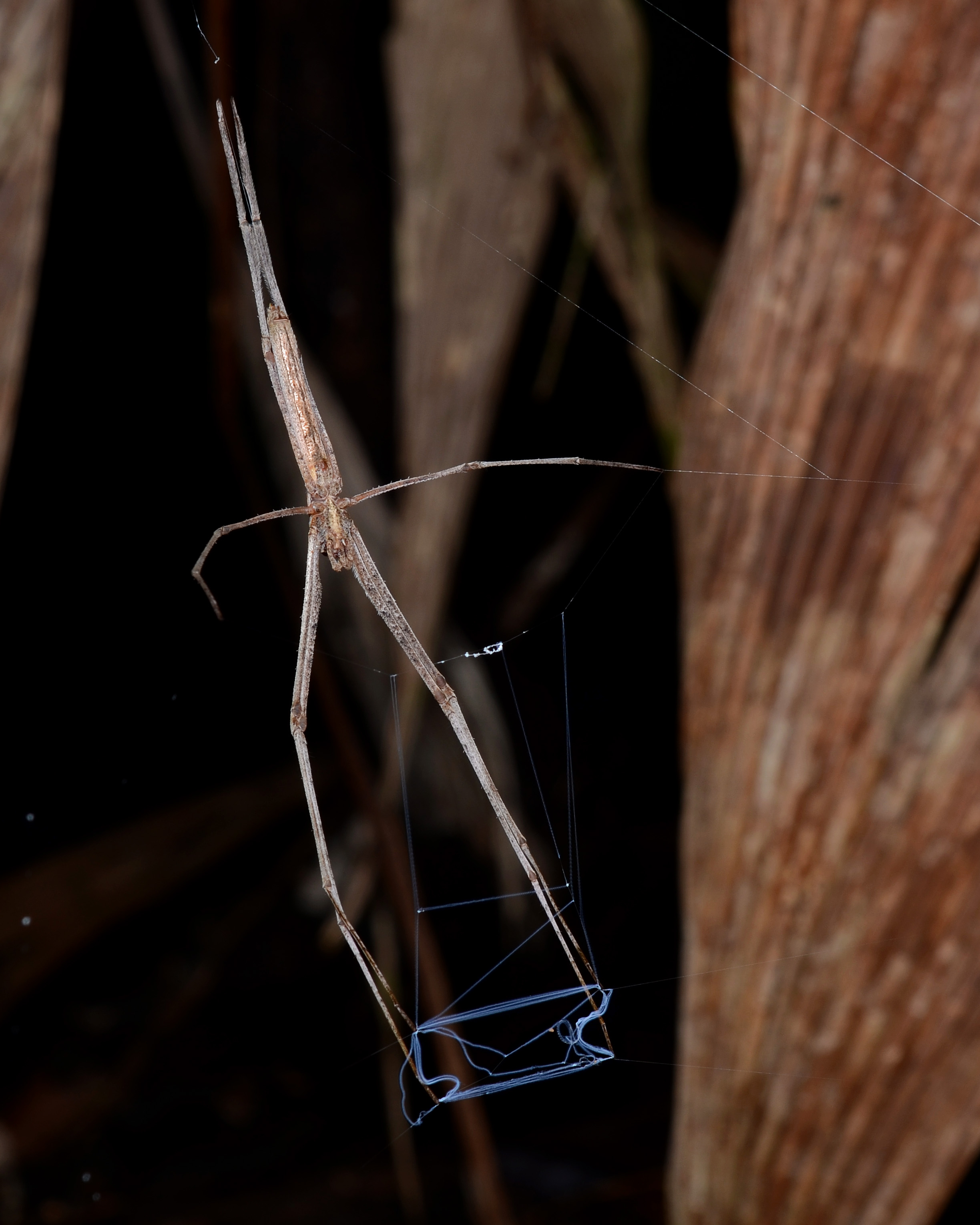
Deinopis sp. tiene tesa la tela

## Deinopis
Deinopis MacLeay, 1839
- Deinopis amica Schiapelli & Gerschman, 1957 — Argentina
- Deinopis anchietae Brito Capello, 1867 — Africa occidentale, Angola
- Deinopis armaticeps Mello-Leitão, 1925 — Brasile
- Deinopis aruensis Roewer, 1938 — Isole Aru
- Deinopis aspectans Pocock, 1899 — Camerun, Congo
- Deinopis aurita F. O. P.-Cambridge, 1902 — Messico
- Deinopis biaculeata Simon, 1906 — Brasile
- Deinopis bituberculata Franganillo, 1930 — Cuba
- Deinopis bucculenta Schenkel, 1953 — Venezuela
- Deinopis camela Thorell, 1881 — Nuova Guinea
- Deinopis celebensis Merian, 1911 — Sulawesi (Celebes)
- Deinopis cornigera Gerstäcker, 1873 — Africa orientale
- Deinopis cylindracea C. L. Koch, 1846 — Colombia
- Deinopis cylindrica Pocock, 1898 — Sudafrica
- Deinopis diabolica Kraus, 1956 — El Salvador
- Deinopis fasciata L. Koch, 1879 — Queensland
- Deinopis fasciculigera Simon, 1909 — Vietnam
- Deinopis fastigata Simon, 1906 — Brasile
- Deinopis giltayi Lessert, 1930 — Congo
- Deinopis goalparaensis Tikader & Malhotra, 1978 — India
- Deinopis granadensis Keyserling, 1879 — Colombia
- Deinopis guasca Mello-Leitão, 1943 — Brasile
- Deinopis guianensis Taczanowski, 1874 — Guiana francese
- Deinopis guineensis Berland & Millot, 1940 — Guinea
- Deinopis kollari Doleschall, 1859 — Myanmar, Malaysia
- Deinopis lamia MacLeay, 1839 — Cuba, Porto Rico
- Deinopis liukuensis Yin, Griswold & Yan, 2002 — Cina
- Deinopis longipalpula Strand, 1913 — Africa centrale
- Deinopis longipes F. O. P.-Cambridge, 1902 — dal Messico al Panama
- Deinopis madagascariensis Lenz, 1886 — Madagascar
- Deinopis mediocris Kulczynski, 1908 — Nuova Guinea
- Deinopis ornata Pocock, 1902 — Etiopia
- Deinopis pallida Mello-Leitão, 1939 — Brasile
- Deinopis pardalis Simon, 1906 — Brasile
- Deinopis plurituberculata Mello-Leitão, 1925 — Brasile
- Deinopis ravida L. Koch, 1879 — Queensland
- Deinopis reticulata (Rainbow, 1899) — Nuova Guinea
- Deinopis rodophthalma Mello-Leitão, 1939 — Brasile
- Deinopis schomburgki Karsch, 1878 — Australia meridionale
- Deinopis schoutedeni Giltay, 1929 — Congo
- Deinopis seriata Simon, 1906 — Brasile
- Deinopis spinosa Marx, 1889 — USA, Saint Vincent, Venezuela
- Deinopis subrufa L. Koch, 1879 — Queensland, Nuovo Galles del Sud, Tasmania
- Deinopis tabida L. Koch, 1879 — Queensland
- Deinopis tuboculata Franganillo, 1926 — Cuba
- Deinopis unicolor L. Koch, 1879 — Australia occidentale

## Menneus
Menneus Simon, 1876
- Menneus aussie Coddington, Kuntner & Opell, 2012 — Queensland, Nuovo Galles del Sud, Nuova Caledonia
- Menneus bituberculatus Coddington, Kuntner & Opell, 2012 — Queensland, forse Nuova Guinea
- Menneus camelus Pocock, 1902 — Sudafrica
- Menneus capensis (Purcell, 1904) — Sudafrica
- Menneus darwini Coddington, Kuntner & Opell, 2012 — Tanzania
- Menneus dromedarius Purcell, 1904 — Sudafrica, Madagascar
- Menneus nemesio Coddington, Kuntner & Opell, 2012 — Nuovo Galles del Sud
- Menneus neocaledonicus (Simon, 1888) — Nuova Caledonia
- Menneus quasimodo Coddington, Kuntner & Opell, 2012 — Australia occidentale
- Menneus samperi Coddington, Kuntner & Opell, 2012 — Africa orientale
- Menneus superciliosus (Thorell, 1881) — Queensland, Nuovo Galles del Sud
- Menneus tetragnathoides Simon, 1876 — Congo
- Menneus trinodosus Rainbow, 1920 — Queensland, Nuovo Galles del Sud, isola Lord Howe
- Menneus wa Coddington, Kuntner & Opell, 2012 — Australia occidentale